# Lista chorążych reprezentacji Jugosławii na igrzyskach olimpijskich
Lista chorążych reprezentacji Jugosławii na igrzyskach olimpijskich – lista zawodników i zawodniczek reprezentacji Jugosławii, którzy podczas ceremonii otwarcia nowożytnych igrzysk olimpijskich nieśli flagę narodową.

## Chronologiczna lista chorążych
| Lp. | Rok i miejsce           | Chorąży              | Dyscyplina            |
| --- | ----------------------- | -------------------- | --------------------- |
| 1   | 1920, Antwerpia         | b.d.                 |                       |
| 2   | 1924, Charnonix         | Dušan Zinaja         | Biegi narciarskie     |
| 3   | 1924, Paryż             | Stane Perpar         | Lekkoatletyka         |
| 4   | 1928, Sankt Moritz      | b.d.                 |                       |
| 5   | 1928, Amsterdam         | Dimitrije Stefanović | Lekkoatletyka         |
| 6   | 1932, Los Angeles       | Veljko Narančić      | Lekkoatletyka         |
| 7   | 1936, Innsbruck         | b.d.                 |                       |
| 8   | 1936, Berlin            | Milan Stepišnik      | Lekkoatletyka         |
| 9   | 1948, Sankt Moritz      | b.d.                 |                       |
| 10  | 1948, Londyn            | Božo Grkinić         | Piłka wodna           |
| 11  | 1952, Oslo              | b.d.                 |                       |
| 12  | 1952, Helsinki          | Oto Rebula           | Lekkoatletyka         |
| 13  | 1956, Cortina d'Ampezzo | b.d.                 |                       |
| 14  | 1956, Melbourne         | Zdravko-Ćiro Kovačić | Piłka wodna           |
| 15  | 1960, Rzym              | Radovan Radović      | Boks                  |
| 16  | 1964, Innsbruck         | b.d.                 |                       |
| 17  | 1964, Tokio             | Miroslav Cerar       | Gimnastyka sportowa   |
| 18  | 1968, Grenoble          | b.d.                 |                       |
| 19  | 1968, Meksyk            | Branislav Simić      | Zapasy                |
| 20  | 1972, Sapporo           | b.d.                 |                       |
| 21  | 1972, Monachium         | Mirko Sandić         | Piłka wodna           |
| 22  | 1976, Innsbruck         | b.d.                 |                       |
| 23  | 1976, Montreal          | Hrvoje Horvat        | Piłka ręczna          |
| 24  | 1980, Lake Placid       | Bojan Križaj         | Narciarstwo alpejskie |
| 25  | 1980, Moskwa            | Matija Ljubek        | Kajakarstwo           |
| 26  | 1984, Sarajewo          | Jure Franko          | Narciarstwo alpejskie |
| 27  | 1984, Los Angeles       | Dražen Dalipagić     | Koszykówka            |
| 28  | 1988, Calgary           | Bojan Križaj         | Narciarstwo alpejskie |
| 29  | 1988, Seul              | Matija Ljubek        | Kajakarstwo           |
| 30  | 1992, Albertville       | b.d.                 |                       |
| 31  | 1996, Atlanta           | Igor Milanović       | Piłka wodna           |
| 32  | 1998, Nagano            | Marko Ðordević       | Narciarstwo alpejskie |
| 33  | 2000, Sydney            | Vladimir Grbić       | Piłka siatkowa        |
| 34  | 2002, Salt Lake City    | Jelena Lolović       | Narciarstwo alpejskie |